# Sowina (powiat Jasielski)
Sowina is een dorp in het Poolse woiwodschap Subkarpaten, in het district Jasielski. De plaats maakt deel uit van de gemeente Kołaczyce.